# Elaphe schrenckii
Espèce
Synonymes
- Elaphis schrencki Strauch, 1873
- Coluber virgatus Boettger, 1898

Elaphe schrenckii est une espèce de serpents de la famille des Colubridae. Cette espèce est appelée communément couleuvre d'Amour en référence à son aire de répartition, mais aussi couleuvre de Schrenck ou serpent ratier russe.

## Répartition et habitat
Cette espèce se rencontre :
- dans le nord-est de la Chine ;
- dans la péninsule coréenne ;
- en Russie, dans le bassin versant de l'Amour en Sibérie et dans le kraï du Primorie. Sa limite nord passe par les environs de Komsomolsk-sur-l'Amour dans le sud du krai de Khabarovsk.

Elle habite aussi bien les régions forestières composées de feuillus et/ou de conifères, que les régions de steppes ou steppes boisées, ainsi que dans les campagnes cultivées. Elle peut fréquenter les habitats assez secs comme les zones humides (sauf les zones inondables), bien qu'elle préfère les habitats pouvant lui procurer une certaine fraicheur et humidité (notamment dans le sud de son aire de répartition où les étés sont chauds). Elle est présente dans les plaines, les collines et les montagnes jusqu'à 900 m d'altitude. Elle sait très bien nager et vit parfois au bord de l'eau mais elle n'est pas une espèce aquatique. Elle vit majoritairement au sol, mais étant semi-arboricole elle grimpe très bien dans les buissons et les arbres, et parfois jusque dans les toitures des maisons, comme les autres espèces du genre Elaphe. Elle consomme les rongeurs jusqu’en périphérie des zones urbaines et on peut la trouver dans les jardins.

## Description
C'est une grande couleuvre qui mesure entre 140 et 180 cm et pèse environ 700g. Sa coloration à l'âge adulte évoque quelque peu un autre colubridé, opisthoglyphe venimeux d'Asie du Sud-Est : Boiga dendrophila, qui n'est pas du tout une espèce apparentée.
Juvénile il est gris foncé rayé de gris claire et entreprend un changement autogenique au passage à l’age adulte et devient noir rayé de jaune.
C’est une espèce qui a une espérance de vie de 20ans en captivité.

## Alimentation
Son régime alimentaire est essentiellement composé de micro-mammifères, comme les campagnols, mulots,  tamias, etc. Les rats peuvent constituer l'essentiel de son régime là où ils sont abondants. Elle complète parfois ce menu avec des oiseaux et leurs œufs, et plus occasionnellement des grenouilles et des reptiles. Elle tue ses grosses proies par constriction avant de les avaler. Elle est facile à nourrir en captivité avec des rongeurs morts, d'où sa popularité.

## Défense
C'est une couleuvre non venimeuse et totalement inoffensive pour l'homme. Elle est de plus dotée d'un tempérament calme. À l'état sauvage, elle se contente de souffler lorsqu'on l'importune, et cherche parfois à mordre, mais elle mord rarement une fois capturée, et elle est alors assez placide et ne se débat pas. En captivité elle s’habitue rapidement à la manipulation et est généralement un serpent docile et curieux.[réf. nécessaire]
Elle adotpe les meme couleure que les Boiga dendropila qui eux sont venimeux.

## Sous-espèces
La sous-espèce Elaphe schrenckii anomala (Boulenger, 1916) a désormais été élevée au rang d'espèce à part entière sous le nom de Elaphe anomala.

## Hybridation
Cette espèce semble s'hybrider avec Elaphe climacophora et donner une descendance fertile. Des hybridations avec Zamenis longissimus sont également rapportées, sans qu'il soit indiqué si elles sont fertiles.

## Taxinomie et systèmatique
Depuis les études génétiques récentes qui ont induit une profonde révision de la classification des espèces de serpents, l'ancien genre Elaphe, qui comprenait un grand nombre d'espèces de colubridés du monde entier, s'est révélé polyphylétique, et a donc été subdivisé un plusieurs genres bien plus restreints. Parmi ces nouveaux genres, l'un d'eux porte encore le nom d' Elaphe, pour y ranger désormais un petit nombre d'espèces génétiquement très apparentées d'Europe et d'Asie uniquement. Elaphe schrenckii fait partie des rares espèces de l'ancien genre Elaphe qui sont restés dans le nouveau genre du même nom, et l'espèce n'a donc pas changé de nom scientifique contrairement à beaucoup d'autres. Elaphe schrenckii et Elaphe anomala sont ainsi étroitement apparentées à deux espèces d'Europe méridionale : la couleuvre à quatre raies et la couleuvre tachetée, avec lesquelles elles partagent d'ailleurs une forte similarité morphologique, comportementale et écologique (ce qui n'est pas autant le cas de toutes les espèces du nouveau genre Elaphe), bien que E. schrenkii n'est pas adaptée au même climat.

## Étymologie
Le nom spécifique de cette espèce, schrenckii, est dédié à Leopold von Schrenck (1826-1894), un naturaliste russe.

## Publication originale
- Strauch, 1873 : Die Schlangen des Russischen Reichs, in systematischer und zoogeographischer Beziehung. Mémoires de l'Académie Impériale des Sciences de St-Pétersbourg, ser. 7, vol. 21, n. 4, p. 1-288 (texte intégral).